# Châtillon (Belgique)
Pour les articles homonymes, voir Châtillon.
Châtillon (gaumais Tchekion, luxembourgeois Schättljong/Schasteljong, allemand Schasteljung) est une section de la commune belge de Saint-Léger située en Région wallonne dans la province de Luxembourg.
C'était une commune à part entière avant la fusion des communes de 1977.[réf. nécessaire]
Le village est traversé par la route nationale 82 reliant Arlon et Virton.

## Démographie
- Sources : NIS, Remarque : 1831 à 1970 = recensements